# Saint-Jean-de-Losne
Saint-Jean-de-Losne is een plaats in Frankrijk aan de Saône. De gemeente telde 1.001 inwoners op 1 januari 2022.
De plaats heeft een bezienswaardige Sint-Jan-de-Doperkerk met een orgel uit 1765 van Bénigne Boillot (1725-1795).

## Geografie
De oppervlakte van Saint-Jean-de-Losne bedroeg op 1 januari 2022 0,58 vierkante kilometer; de bevolkingsdichtheid was toen 1.725,9 inwoners per km².
De onderstaande kaart toont de ligging van Saint-Jean-de-Losne met de belangrijkste infrastructuur en aangrenzende gemeenten.

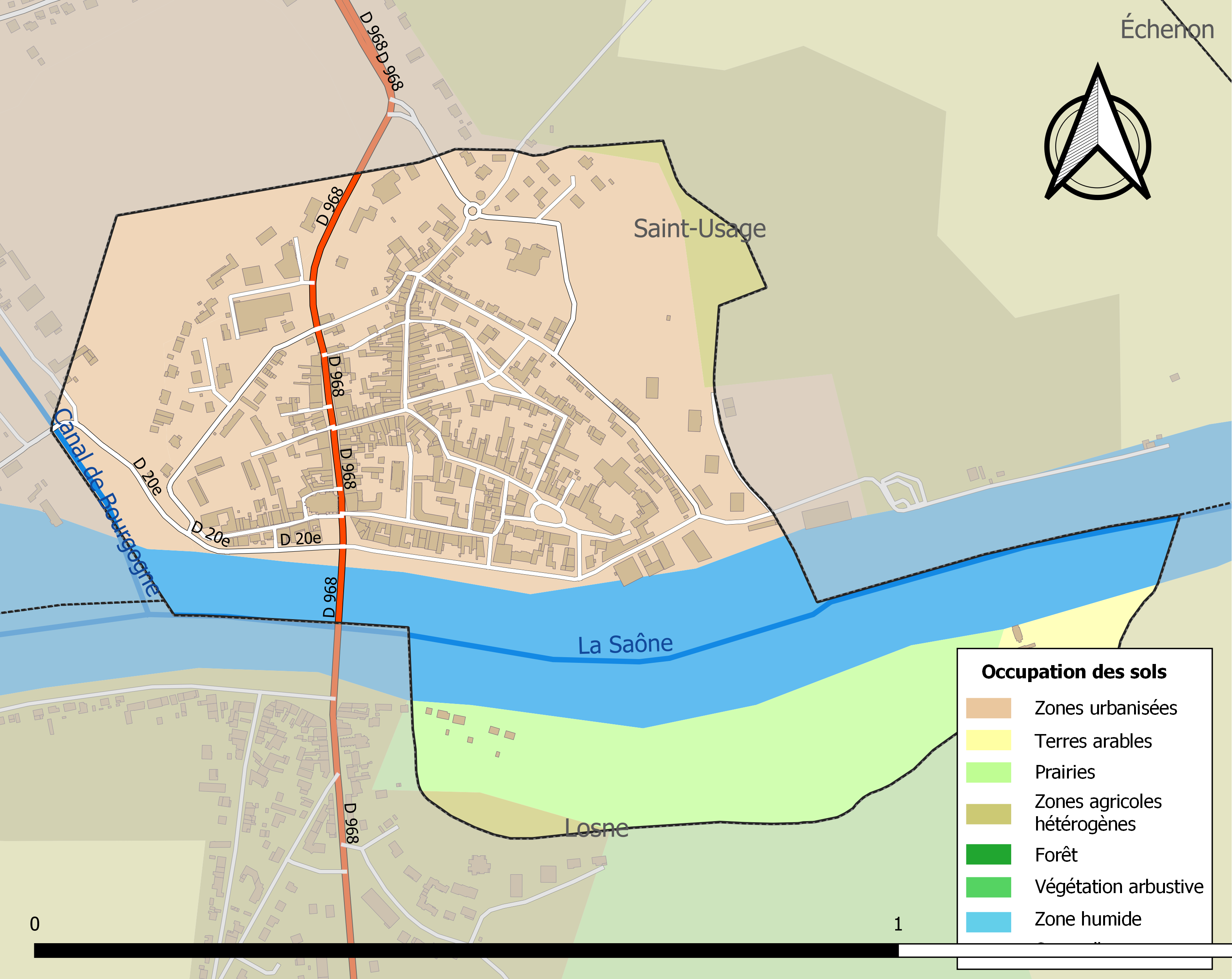

## Demografie
Onderstaande figuur toont het verloop van het inwonertal, bron: INSEE-tellingen. 